# Theo Sorg
Theo Sorg (* 11. März 1929 in Nierstein; † 10. März 2017 in Blaubeuren) war ein deutscher evangelischer Pfarrer und von 1988 bis 1994 Landesbischof der Evangelischen Landeskirche in Württemberg.

## Leben
Theo Sorg verbrachte seine Jugend in Rietenau und Marbach am Neckar. Ab 1945 besuchte er die Evangelischen Seminare Schöntal und Urach, wo er 1948 das Abitur ablegte.
Er studierte anschließend Evangelische Theologie in Tübingen und Bethel. 1954 legte er die erste Theologische Dienstprüfung ab und wurde bis 1957 Vikar. Es folgten Jahre in führender Position in der evangelischen Jugendarbeit. 1957 wurde Sorg Jugendpfarrer in Stuttgart, und von 1960 bis 1965 war er Leiter des Evangelischen Jungmännerwerks in Württemberg.
Von 1965 bis 1973 war er Pfarrer an der Stuttgarter Stiftskirche, der württembergischen Bischofskirche. In dieser Zeit war er von 1971 bis 1974 Mitglied der Württembergischen Evangelischen Landessynode und war 1971 Mitgründer des Gesprächskreises Lebendige Gemeinde. Sorg galt als Brückenbauer zwischen der württembergischen Landeskirche und dem schwäbischen Pietismus.
Danach folgte der Aufstieg in mehrere kirchenleitende Ämter. 1973 wurde er in den Oberkirchenrat der Evangelischen Landeskirche berufen und leitete das Theologische Dezernat. 1975 war er im Lehrteam des Eurofest ’75 (der von Billy Graham gesponserten Konferenz in Brüssel, Belgien) und hielt zusammen mit Martin Homann Deutschseminare. 1980 wurde er Prälat (Regionalbischof) der Prälatur Stuttgart und blieb als solcher Mitglied des Kollegiums des Oberkirchenrates. Von 1981 bis 1987 war er Vorsitzender der Arbeitsgemeinschaft Missionarische Dienste (AMD) und initiierte deren ersten deutschen Theologen-Kongress für Gemeindeaufbau im Februar 1987 in Stuttgart.
Schließlich wurde er am 25. November 1987 zum Landesbischof der Evangelischen Landeskirche in Württemberg gewählt und am 18. April des Folgejahres in sein Amt als Nachfolger von Hans von Keler eingeführt. Theo Sorg war der sechste Bischof der württembergischen Landeskirche nach Theophil Wurm, Martin Haug, Erich Eichele, Helmut Claß und Hans von Keler.
Nach relativ kurzer Amtszeit von sechs Jahren trat er am 1. April 1994 in den Ruhestand. 2011 trat er noch einmal als Mitunterzeichner eines offenen Briefes mehrerer Altbischöfe der evangelischen Landeskirchen, der sich deutlich gegen die Ordination von Pfarrern ausspricht, die in gleichgeschlechtlichen Partnerschaften leben, an die Öffentlichkeit. Die weiteren Unterzeichner waren Eduard Berger, Heinrich Herrmanns, Jürgen Johannesdotter, Werner Leich, Gerhard Maier, Gerhard Müller und Ulrich Wilckens.
Theo Sorg starb einen Tag vor seinem 88. Geburtstag.

## Ehrungen und Auszeichnungen
- Die Eberhard Karls Universität Tübingen ehrte Theo Sorg am 6. Juni 1990 mit der Verleihung einer Ehrendoktorwürde (D.) in Evangelischer Theologie.
- Das Land Baden-Württemberg verlieh ihm am 30. April 1994 die Verdienstmedaille des Landes Baden-Württemberg.
- Die Katholische Kirche verlieh ihm 1994 die Martinus-Medaille.

## Persönliches
Theo Sorg war mit Ruth Sorg geborene Fink (1932–2022) verheiratet. Das Ehepaar hatte vier Kinder.

## Werke (Auswahl)
- Woran Christen glauben, das apostolische Glaubensbekenntnis erklärt für unsere Zeit. Calwer, Stuttgart c 2010, ISBN 978-3-7668-4183-4.
- Auf weitem Raum. Bilanz eines Bischofs, Quell-Verlag, Stuttgart 1993, ISBN 3-7918-1993-3.
- Die Kirche – ein Haus aus lebendigen Steinen: Bericht von Landesbischof D. Theo Sorg vor der Württembergischen Evangelischen Landessynode am 23. November 1992 im Hospitalhof in Stuttgart, hrsg. im Auftrag des Evangelischen Oberkirchenrats, Amt für Information, Evangelische Landeskirche in Württemberg, Imatel Mediengesellschaft, Stuttgart 1992 DNB 930359496.
- Im Wort geht Christus durch das Land. Predigten, Verlag Junge Gemeinde, Stuttgart 1990, ISBN 3-7797-0323-8.
- Christus vertrauen, Gemeinde erneuern, Beitrag zum missionarischen Gemeindeaufbau in der Volkskirche, Calwer, Stuttgart 1987, ISBN 3-7668-0822-2.
- Unter vier Augen. Seelsorgerliche Gespräche (= Aussaat-Bücherei, Band 6). Aussaat-Verlag, Wuppertal 1961, DNB 454761236.